# Konstantin II av Armenien
Konstantin II av Armenien, död 1344, var regerande kung av Armenien 1342-1344. 